# Matti Uaelesi
Matti Uaelesi (23 mei 1992) is een Tuvaluaans voetballer die uitkomt voor Lakena United.
In 2011 deed Matti mee met het Tuvaluaans zaalvoetbalteam bij Oceanian Futsal Championship 2011, hij speelde vier wedstrijden, en scoorde twee keer.
1 Tailolo ·
2 Sogivalu ·
3 Taukatea ·
4 Lepaio ·
5 Maleko ·
6 Petaia ·
7 Ionatana ·
8 Uaelesi ·
9 Petaia ·
10 Panapa ·
11 Tiute ·
12 Timuani ·
Coach: Vave